# Brand KG

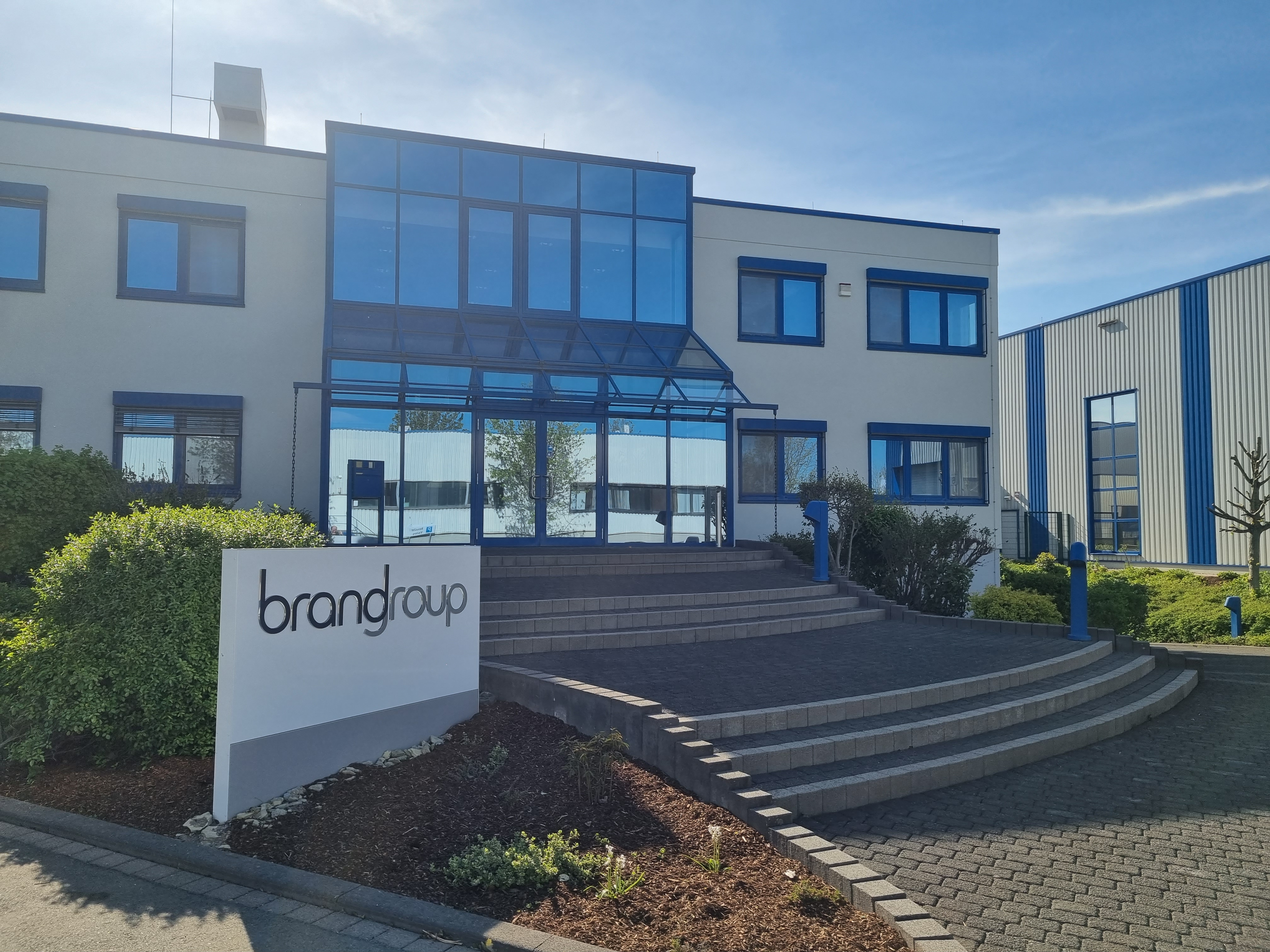
Firmensitz der brandgroup in Anröchte

Die Brand KG (internationaler Marktauftritt: brandgroup; früher Federn Brand) ist ein mittelständisches und inhabergeführtes deutsches Familienunternehmen, das sich auf die Herstellung von technischen Federn, Federbaugruppen sowie Drahtbiegeteilen spezialisiert hat. Das Unternehmen betreibt insgesamt 9 Produktionsstandorte in unterschiedlichen Ländern und beliefert z. B. Kunden aus der Automobil-, Bau-, Weißgeräte- und Möbelindustrie sowie Kunden aus verschiedenen weiteren Branchen bzw. Industrieanwendungen.

## Geschichte
Das Unternehmen wurde 1922 von Wilhelm Brand in Lippstadt als Hersteller technischer Federn gegründet (damals Wilhelm Brand KG). 1962 trat Bernt Schroer als Komplementär in die Geschäftsführung ein und 1972 erfolgte aufgrund von Kapazitätsgrenzen der Umzug von Lippstadt nach Anröchte, wo heute die Produktion und Verwaltung zusammengefasst sind. 1984 wurde das Märkische Federnwerk (MFW) in Lüdenscheid übernommen, das spezielle Industriefedern für viele verschiedene Branchen liefert. 
Das Unternehmen gründete ab 1990 Produktions- und Handelsniederlassungen im europäischen Ausland (Gründung Continental Springs, Großbritannien – 1990, Gründung SATA Trading, Frankreich – 1997). Ebenso wurde der Produktionsstandort Deutschland gestärkt, indem 2005 ein Werk in Erwitte erworben und zur Fertigung von Bogenfedern für den automobilen Antriebsstrang ausgebaut wurde. Durch die kontinuierlich wachsenden Bedarfe wurde ab 2012 die Expansion mit eigenen Standorten auf weiteren Kontinenten fortgesetzt. Durch Gründung eines Joint-Ventures unter dem Namen Brand-Kern-Liebers (BKL) war das Unternehmen fortan im asiatischen Markt in China (Taicang) vertreten. Zur Erschließung des nordamerikanischen Marktes folgte 2015 die Gründung eines Werkes in Mexiko (Querétaro), welches ebenfalls fortan als Joint Venture unter dem Namen Brand-Kern-Liebers (BKL) bestand. In Europa erfolgten 2006 die Gründung sowie 2016 ein Neubau und Umzug des Standortes in Polen (Siemianowice Slaskie), der den Namen Brand Poland Springs (BSP) trägt. Ebenfalls wurde 2016 die Firma Oskar Schwenk in Fellbach übernommen (Brand Oskar Schwenk). Aufgrund einer strategischen Diversifizierung wurde 2021 das Joint-Venture Ingpuls Dynamics GmbH gegründet, welches Systeme und Baugruppen aus Formgedächtnislegierungen entwickelt und herstellt. Im Zuge einer weiteren Internationalisierung wurden im Sommer 2023 die Anteile des Joint-Ventures mit Kern-Liebers vollständig übernommen, sodass die Standorte in China und Mexiko seit dem unter der Marke brandgroup firmieren. Heutige geschäftsführende Gesellschafter der Unternehmensgruppe sind Sven und Björn Schroer. Ebenso gehören seit 2024 Florian Stammnitz und Alexander Tobert der Geschäftsführung an.

## Produkte

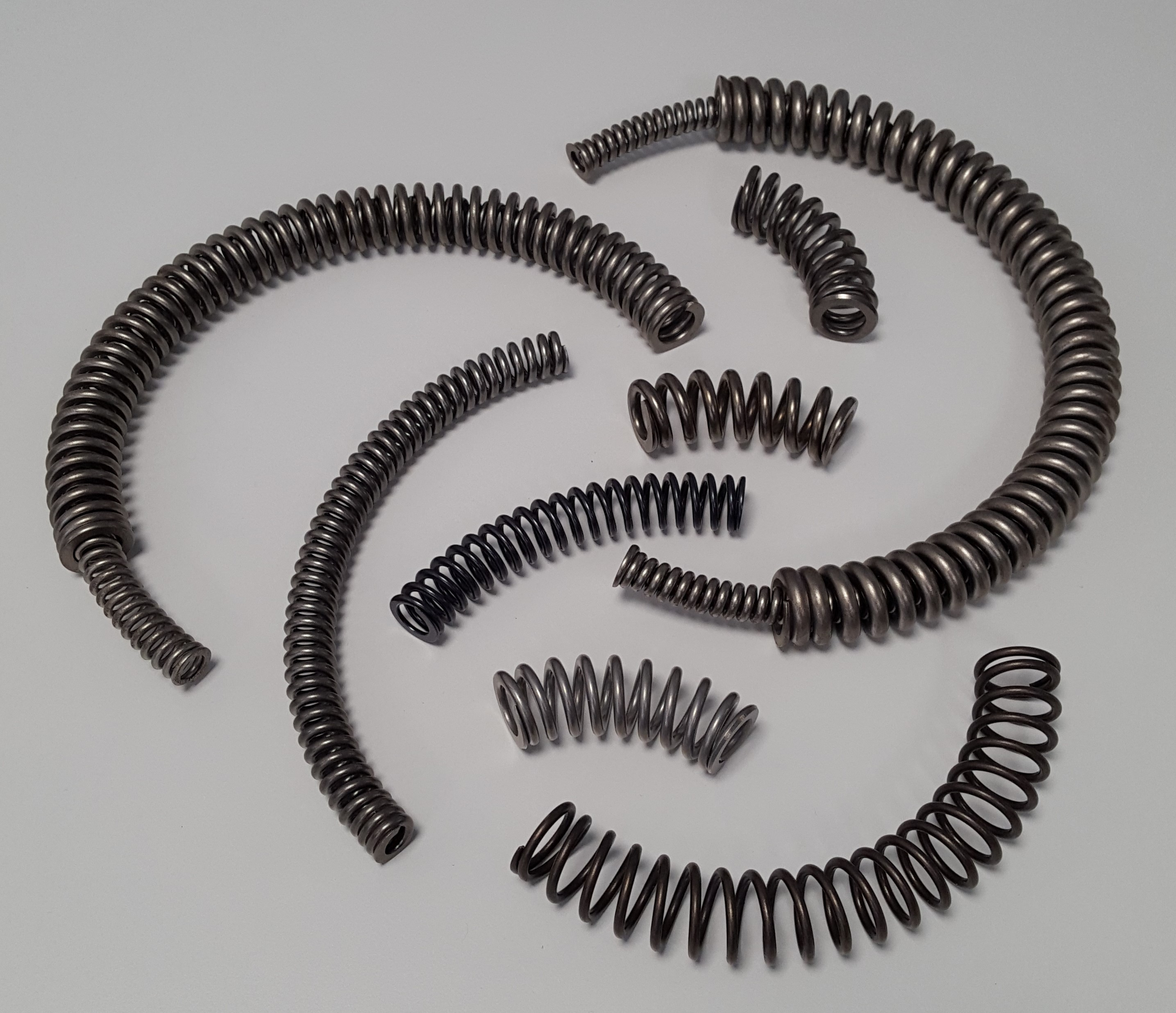
Darstellung verschiedener Bogenfedern und Bogenfedersysteme (Systeme bestehend aus Innen- und Außenfeder) der brandgroup.

Die Brand KG verarbeitet etwa 30.000 Tonnen Draht pro Jahr als Ausgangsmaterial über verschiedene Umform- und Nachbehandlungsprozesse zu Federn, Federbaugruppen sowie Drahtbiegeteilen. Produziert werden u. a. folgende Federtypen und Umformteile:
Bogenfedern, Druckfedern, Flachspiralfedern, Drehfedern, Torsionsfedern, Schenkelfedern, Zugfedern, Federbaugruppen sowie Drahtbiegeteile und Drehstabfedern.